# Леруа, Морис
Мори́с Леруа́ (фр. Maurice Leroy; род. 2 февраля 1959, Париж) — французский политик, министр по делам городов (2010—2012).

## Биография
Родился 2 февраля 1959 года в Париже, получил степень магистра по экономике. В 1980-е состоял в коммунистическом студенческом профсоюзе и Французской коммунистической партии, в 1982 году вошёл в аппарат мэра Орли. В 2003 году вступил в Союз за французскую демократию, в 2007 году стал пресс-секретарём президентской кампании Франсуа Байру, а позднее вступил в партию Новый центр. С 1989 по 2001 год являлся мэром Ле-Пуасле.
В 1993 году начал работать в администрации председателя Объединения в поддержку республики Шарля Паскуа в генеральном совете департамента О-де-Сен, в 1994 при поддержке Шарля Паскуа избран в генеральный совет департамента Луар и Шер, с 2004 года состоял его председателем. В 1997 году избран как кандидат Союза за французскую демократию в Национальное собрание Франции от округа Вандом (в 2001 году предпринимал неудачную попытку избрания мэром этого города). В 2002 году переизбран в парламент, в 2004 году стал одним из шести заместителей его председателя, в 2005 вошёл в состав исполнительного комитета СДФ.
14 ноября 2010 года получил портфель министра по делам городов в третьем правительстве Франсуа Фийона, срок полномочий которого истёк 10 мая 2012 года.
Поддерживал Национальный план городской реновации, принятый в 2003 году и осуществляемый специальным агентством ANRU (на период министерства Леруа пришёлся второй этап этой программы). Кроме того, добился продления на два года (до 2014) программы развития городских зон свободной торговли (zones franches urbaines, ZFU) — разновидности «чувствительных городских зон» (ZUS) в депрессивных районах.
Являлся советником заместителя мэра Москвы М. Ш. Хуснуллина по развитию проекта «Большая Москва».
В 2016 году, будучи заместителем председателя общества дружбы Франция-Россия, осудил политику президента Франсуа Олланда в отношении России, в том числе в связи с российской военной операцией в Сирии, заявив, что Франция не должна принимать высокомерную позу учителя.
11 июля 2017 года генеральный совет департамента Луар и Шер на чрезвычайной сессии избрал нового председателя взамен Леруа — Николя Перрюшо.
22 апреля 2021 года принят в гражданство Российской Федерации